# Hutch Jones
Willie D. "Hutch" Jones (Buffalo, Nueva York, 1 de septiembre de 1959) es un exjugador de baloncesto estadounidense que disputó dos temporadas en la NBA, además de jugar en la liga italiana y en la liga ACB. Con 2,03 metros de estatura, jugaba en la posición de ala-pívot.

## Trayectoria deportiva

### Universidad
Tras pasar un año en el Buffalo State College, jugó durante tres temporadas con los Commodores de la Universidad de Vanderbilt, promediando en total 11,5 puntos y 5,5 rebotes por partido. En su última temporada fue elegido en el mejor quinteto de la Southeastern Conference por los entrenadores de la conferencia.

### Profesional
Fue elegido en la quincuagésimo cuarta posición del Draft de la NBA de 1982 por Los Angeles Lakers, pero fue despedido antes del comienzo de la temporada. Poco después firmó como agente libre por los San Diego Clippers, pero solo jugó 9 partidos en los que promedió 4,4 puntos y 1,9 rebotes.
Al año siguiente fue nuevamente requerido por los Clippers, pero a penas jugó unos cuantos minutos en cuatro partidos. Se marchó entonces a jugar al Master Roma Basket de la liga italiana, pero tampoco cuajó, jugando 5 partidos en los que promedió 15,6 puntos y 6,6 rebotes. En 1986 fichó por el Claret Bofill de la liga ACB, donde jugó una temporada en la que promedió 26,4 puntos y 11,0 rebotes por partido. Al año siguiente fichó por el Gin MG Sarriá, con los que promediaría 20,5 puntos y 6,7 rebotes.
En 1987 regresó al ya denominado CB Gran Canaria, que competía ese año en la Primera B, logrando el ascenso a la ACB. Acabaría su carrera jugando ocho partidos el CB Girona al año siguiente. Contabilizó 77 partidos en la Liga ACB, en los que promedió 22,9 puntos y 8,9 rebotes.

## Estadísticas de su carrera en la NBA

### Temporada regular
| Temporada | Edad | Equipo             | Liga | P  | TIT | MIN | TC  | TCA | %TC  | 3P  | 3PA | %3P | TL  | TLA | %TL   | R.OF. | R.DEF. | REB | ASIS | ROB | TAP | PER | FP  | PTS |
| 1982-83   | 23   | San Diego Clippers | NBA  | 9  | 0   | 9.4 | 1.9 | 4.1 | .459 | 0.0 | 0.0 |     | 0.7 | 0.7 | 1.000 | 1.1   | 0.8    | 1.9 | 0.4  | 0.3 | 0.0 | 0.7 | 1.6 | 4.4 |
| 1983-84   | 24   | San Diego Clippers | NBA  | 4  | 0   | 4.5 | 0.0 | 0.8 | .000 | 0.0 | 0.0 |     | 0.3 | 1.0 | .250  | 0.0   | 0.0    | 0.0 | 0.0  | 0.3 | 0.0 | 0.5 | 0.0 | 0.3 |
| Total     |      |                    | NBA  | 13 | 0   | 7.9 | 1.3 | 3.1 | .425 | 0.0 | 0.0 |     | 0.5 | 0.8 | .700  | 0.8   | 0.5    | 1.3 | 0.3  | 0.3 | 0.0 | 0.6 | 1.1 | 3.2 |